# Kansha Kangeki Ame Arashi
«Kansha Kangeki Ame Arashi» (感謝カンゲキ雨嵐?) es el cuarto sencillo de la banda japonesa Arashi. El sencillo salió en dos ediciones. Tanto la edición regular como la limitada contienen dos canciones con sus respectivos karaokes pero tienen distintas carátulas y sólo la limitada incluye un set de pegatinas. El sencillo obtuvo el certificado de disco platino por la RIAJ.

## Información del sencillo

### "Kansha Kangeki Ame Arashi"
- Letras: Tozawa Nobuyoshi
- Compuesto por: Otsuka Yuzo
- Esta canción fue usada para el drama Namida wo Fuite

### "Ok! All Right! Ii Koi Wo Shiyou"
- Letras: Kubota Youji
- Compuesto por: Tanimoto Shin

## Lista de pistas
| Pista # | Título de pista                                                                      | Duración |
| ------- | ------------------------------------------------------------------------------------ | -------- |
| 1       | "Kansha Kangeki Ame Arashi" ("感謝カンゲキ雨嵐")                                     | 4:41     |
| 2       | "Ok! All Right! Ii Koi Wo Shiyou" ("Ok! All Right!いい恋をしよう")                   | 4:02     |
| 3       | "Kansha Kangeki Ame Arashi" (Karaoke) ("感謝カンゲキ雨嵐"カラオケ)                   | 4:41     |
| 4       | "Ok! All Right! Ii Koi Wo Shiyou" (Karaoke) ("Ok! All Right!いい恋をしよう"カラオケ) | 4:02     |